# Michal Nguyen
Michal Nguyễn (* 4. prosince 1989, Litvínov) je český fotbalový obránce, momentálně působící v českém celku FK Baník Most – Souš. Jeho matka je Češka a otec má vietnamský původ, díky tomu může Michal reprezentovat Vietnam.

## Klubová kariéra
V létě 2011 si ho trenéři vytáhli z juniorského týmu do prvního mužstva Baníku Most.
V roce 2015 přestoupil do vietnamského klubu Becamex Bình Dương, s nímž v září téhož roku slavil ligový titul a Superpohár.

## Reprezentační kariéra
Za vietnamskou fotbalovou reprezentaci debutoval 6. února 2013 v kvalifikačním zápase o Mistrovství Asie 2015 proti Spojeným arabským emirátům, který skončil porážkou domácího Vietnamu 1:2. Michal odehrál celý zápas. 22. února 2013 nastoupil v dalším kvalifikačním utkání proti domácímu týmu Hongkongu a ani tentokrát se nedočkal výhry, Vietnam podlehl soupeři 0:1. Hráč odehrál opět celé střetnutí a obdržel žlutou kartu.